# 오버도르프 (바젤란트주)

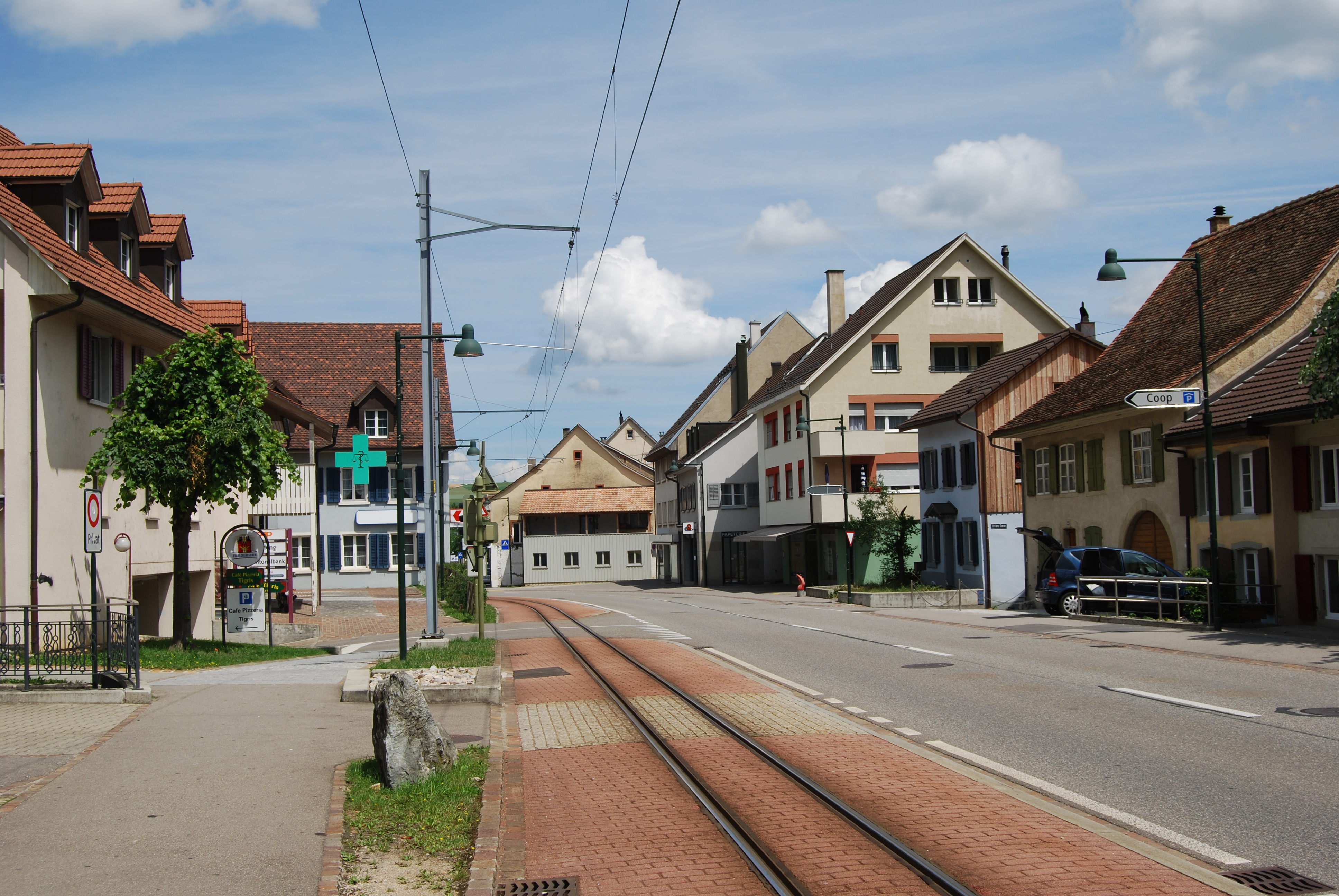
오버도르프

오버도르프(독일어: Oberdorf)는 스위스 바젤란트주에 위치한 도시로 면적은 6.19km2, 높이는 493m, 인구는 2,444명(2016년 3월 기준), 인구 밀도는 390명/km2이다.

시 문장

## 인구
역사적 인구는 다음의 차트와 같다: